# Sharpness
Le Sharpness est un ancien remorqueur brise-glace fluvial britannique de 1908. Il a fait toute sa carrière sur le canal de Worcester à Birmingham.
Après restauration en 1997, il navigue désormais comme bateau de plaisance à titre privé sur le canal de Trent et Mersey.
Ce bâtiment est inscrit au registre du National Historic Ships  et il est aussi l'un des nombreux bateaux de la National Historic Fleet.